# Domino
Domino é um filme britano-franco-americano de 2005, do gênero suspense, dirigido por Tony Scott. O filme é inspirado na história real de Domino Harvey, filha britânica do ator Laurence Harvey, ex-manequim que depois trabalhou como caçadora de recompensas em Los Angeles. O filme é dedicado a ela, que morreu de overdose acidental de medicamentos em 27 de junho de 2005, antes do término das filmagens.

## Elenco
- Keira Knightley .... Domino Harvey
- Mickey Rourke .... Ed Mosebey
- Édgar Ramírez .... Choco
- Riz Abbasi .... Alf
- Delroy Lindo .... Claremont Williams III
- Mo'Nique .... Lateesha Rodriguez
- Joe Nunez .... Raul Chavez
- Macy Gray .... Lashindra Davis
- Shondrella Avery .... Lashandra Davis
- Dabney Coleman .... Drake Bishop
- Peter Jacobson .... Burke Beckett
- Kel O'Neill .... Francis
- Lucy Liu .... Taryn Miles
- Jacqueline Bisset .... Sophie Wynn
- Dale Dickey .... Edna Fender
- Lew Temple .... Locus Fender
- Christopher Walken .... Mark Heiss
- Mena Suvari .... Kimmie
- T.K. Carter .... Lester Kincaid
- Charles Paraventi .... Howie Stein
- Tabitha Brownstone .... Domino Harvey - jovem

## Sinopse
Domino Harvey (Knightley), uma caçadora de recompensas, é presa pelo FBI, que investiga um roubo de 10 milhões de dólares de um carro-forte. Domino é interrogada por uma psicóloga criminalista, e resolve contar-lhe a verdade sobre sua vida e como chegara até ali. Domino narra, assim, sua trajetória, que é contada em uma sequência de flashbacks: como desistiu de ser manequim e teve a ideia de tornar-se caçadora de recompensas depois de ver uma manchete de jornal; como ela conheceu a dupla veterana formada por Ed Moseby (Rourke) e o venezuelano Choco (Ramirez) e os convenceu de que poderia ser uma boa profissional do ramo, pois conhecia artes marciais e tinha habilidade com armas.
O filme passa a mostrar então seu trabalho como caçadora de recompensas junto a Moseby, Choco e um nativo do Afeganistão, quarto integrante do grupo, cujo nome não conseguem pronunciar, chamando-o assim de Alf. Eles passam a trabalhar para Claremont Williams III, o responsável por arregimentar o serviço, e que utiliza como fonte de informações o banco de dados do Departamento de Trânsito da cidade, o qual tem acesso através de um grupo de funcionárias. Uma dessas funcionárias possui uma neta que sofre de uma doença grave e necessita realizar uma cara operação.
A notícia da nova "profissão" de Domino logo se espalha, e um produtor de TV resolve realizar um "reallity show" mostrando uma semana na vida dos caçadores de recompensas. Para apresentar o programa ele contrata dois conhecidos ex-galãs de TV (Ver Barrados no Baile).
Inicia-se a gravação para o programa de TV, que mostra já de início uma operação dos caçadores de recompensas atrás de ladrões de carros-fortes. Porém Domino e seus companheiros não sabem que Williams III havia planejado ficar com o dinheiro roubado e cobrar uma taxa de 300 mil dólares para devolvê-lo ajudando, assim, a neta da sua funcionária. Esse ato acaba complicando a vida de Domino e seus amigos, que de repente se veem as voltas com mafiosos e o FBI.